# تفجيرات أحد السعف
تفجيرات أحد السعف أو تفجيرات أحد الشعانين أو تفجيرات كنيستي مار جرجس ومار مرقس في جمهورية مصر العربية هما عمليتا تفجير حدثتا بالتتابع يوم الأحد 9 أبريل 2017 في كنيستي مار جرجس في مدينة طنطا ومار مرقس في مدينة الإسكندرية على الترتيب. تزامن التفجير مع توافد المسيحيين المصريين لصلاة الأحد والاحتفال بعيد السعف (الشعانين)، وهو الأحد السابع والأخير من الصوم الكبير الذي يسبق عيد القيامة، تبنى تنظيم الدولة الإسلامية (داعش) تفجير الكنيستين.
استهدفت كنيسة مار جرجس قبيل الساعة العاشرة صباحًا، ونجم عن انفجار عبوة ناسفة شديدة الانفجار وفاة 29 شخصًا وإصابة 76 آخرين. بينما أسفر تفجير كنسية مار مرقس الانتحاري والذي وقع قرابة الثانية عشر ظهرًا عن وفاة 17 شخصًا وإصابة 48 آخرين.

## خلفية
قبل ثمانية أيام من وقوع الحادث، قُتل شرطي وأصيب 12 آخرون في تفجير أمام مركز تدريب لقوات الشرطة في مدينة طنطا، كما أصيب ثلاثة مدنيين، وقد أعلنت جماعة متشددة تسمي نفسها لواء الثورة مسؤوليتها عن هذا الهجوم في حساب على تويتر.
وقبل عشرة أيام فقط من التفجير، عثرت أجهزة الأمن المصرية على قنبلة بجوار الكنيسة التي شهدت التفجيرات. وقد أبلغ الأهالي بشارع علي مبارك في طنطا أجهزة الأمن بوجود جسم غريب يشتبه أنه قنبلة بجوار كنيسة مار جرجس، وعليه توجّهت قوات المفرقعات وتمكنت من التعامل معها، ورفعها ونقلها بعيدًا عن المنطقة السكنية وعن الكنيسة. وقد تم تمشيط المنطقة والبحث عن عبوات أخرى، كما منع دخول السيارات المتجهة لشارع علي مبارك وتحويلها لشارع النحاس لحين تفكيك القنبلة حيث نجحت القوات بالفعل في تفكيكها وإبطال مفعولها.
في ديسمبر 2016، وقع تفجير في كاتدرائية القديس مرقس لقي على إثره 26 شخصًا مصرعهم وأصيب 31 آخرون، وأعلن تنظيم الدولة الإسلامية مسؤوليته عن التفجير.

## إجراءات
عقب التفجير الأول، دعا الرئيس عبد الفتاح السيسي مجلس الدفاع الوطني للانعقاد في نفس يوم الحادث، كما وجّه رئيس الوزراء شريف إسماعيل بالتحرك لموقع الحادث ورفع تقارير مباشرة له عن تبعيات الحادث، وشدّد على توجيه الرعاية الكاملة لكافة المصابين. وكلّف النائب العام المصري نبيل أحمد صادق فريق من نيابة أمن الدولة العليا بالانتقال إلى موقع الحادث لمباشرة التحقيق وسرعة اتخاذ الإجراءات القانونية اللازمة حيال الحادث. وقد بدأ فريق النيابة معاينة الموقع واتخاذ القرارات القانونية، كما ناقش المصابين والشهود وحصر المجني عليهم وتحفظوا على كاميرات المراقبة. وأمر النائب العام بتكليف جهاز الأمن الوطني وجهات البحث المختصة بإجراء تحرياتهم حول الحادث ومحاولة التوصل إلى الجناة. أصدر وزير الداخلية مجدي عبد الغفار من داخل مبنى الديوان العام لمحافظة الغربية قرار إقالة مدير أمن المحافظة اللواء حسام الدين خليفة. أعلن الرئيس السيسي إعلان حالة الطوارئ في البلاد لمدة ثلاثة أشهر، وذلك خلال كلمته الرسمية في مساء يوم الحادث.

## المسؤولية
تبنى تنظيم الدولة الإسلامية في ولاية سيناء عبر بيان إلكتروني مسؤوليته عن التفجيرين، وقد أشار التنظيم إلى المفجرين باسم (أبو إسحاق المصري) مفجر كنيسة مار جرجس، و (أبو البراء المصري) مفجر كنيسة مار مرقس.

## ردود الأفعال

### المحلية
صرح الرئيس عبد الفتاح السيسي بأن الإرهاب في مصر يمس كافة المصريين مسلمين وأقباطا، كما دعا مجلس الدفاع الوطني للانعقاد.، وقد أعلن الرئيس السيسي حالة الطوارئ في مصر لمدة 3 شهور.

### الدولية
- الأردن: أعرب العاهل الأردني الملك عبد الله الثاني في برقية بعث بها إلى الرئيس المصري عن استنكاره الشديد لهذا «العمل الجبان»، مشددًا على وقوف الأردن وتضامنه مع مصر في جهودها في محاربة الإرهاب والحفاظ على أمنها واستقرارها.[17][18]
- ألمانيا: أعرب الرئيس الألماني فرانك فالتر شتاينماير في بيان للرئاسة الألمانية عن تضامن بلاده وتعازيه لأهالي الضحايا بعد التفجيرين الإرهابيين. كما أجرت المستشارة الألمانية أنغيلا ميركل اتصالًا هاتفيًا بالرئيس السيسي قدمت خلاله تعازيها في ضحايا التفجيرين الإرهابيين.[19]
- الإمارات العربية المتحدة: بعث الرئيس الإماراتي الشيخ خليفة بن زايد برقية تعزية إلى الرئيس المصري عبد الفتاح السيسي أعرب فيها عن خالص تعازيه ومواساته في ضحايا الهجوم.[20]
- إيران: أدانت الخارجية الإيرانية حادثتي تفجير الكنائس، وقال المتحدث الرسمي باسم الخارجية بهرام قاسمي «ندين بشدة التفجيرات الإرهابية التي طالت كنائس مصر والتي أدت إلى استشهاد وإصابة العشرات من المصريين في أماكن عباداتهم».[21]
- البحرين: أدانت البحرين بشدة الهجوم الإرهابي. وأكدت وزارة الخارجية البحرينية في بيان صحفي تضامنها الكامل مع مصر في مواجهة الإرهاب بكل صوره وأشكاله ودعمها التام في كل ما تتخذه من تدابير وإجراءات رادعة للحفاظ على الأمن والاستقرار. كما أعربت الخارجية البحرينية عن بالغ التعازي والمواساة إلى مصر. وجددت الوزارة موقف البحرين الثابت الرافض للعنف والتطرف والإرهاب ودعوتها إلى المجتمع الدولي لتوثيق التعاون وتعزيز الجهود الرامية إلى اجتثاث هذه الظاهرة الخطيرة من جذورها والقضاء على مسبباتها وتجفيف منابع تمويلها.[22]
- بولندا: دعا الرئيس البولندي أندجي دودا أبناء وطنه للصلاة من أجل ضحايا التفجير الإرهابي الذي وقع في الكنائس المصرية. وذكر في حسابه على تويتر أن مأساة انفجار الكنائس في مصر أدت لوقوع الكثير من القتلى والجرحى، ويجب علينا ذكرهم في صلواتنا.[23]
- تونس: أدانت تونس بشدة التفجيريين، وأعلنت في بيان صادر عن وزارة الشؤون الخارجية تضامنها الكامل مع الشعب المصري ودعمها للإجراءات التي تتخذها الحكومة المصرية لحفظ أمنها وسلامة مواطنيها، متقدمة بأحر عبارات التعازي والمواساة لأهالي الضحايا ومتمنية الشفاء العاجل للجرحى والمصابين. وشدد البيان على شجب تونس استهداف دور العبادة، داعية المجتمع الدولي إلى تكثيف التعاون والتنسيق لمحاصرة ظاهرة الإرهاب التي تستهدف أمن الدول واستقرارها.[24]
- الجزائر: أدانت الجزائر بشدة التفجيرين.[25]
- روسيا: قدّم رئيس الوزراء الروسي دميتري ميدفيديف تعازيه لنظيره المصري، وشدّد على ضرورة أن يتحمل منفذو هذا العمل أقصى درجات العقاب. وفي برقية التعزية قال ميدفيديف: «باسم حكومة روسيا الاتحادية وباسمي أنا شخصيًا، أعرب عن عميق مواساتي بسبب سقوط عدد كبير من الضحايا نتيجة الانفجار في مدينة طنطا المصرية، ولا يمكن أن يكون لهذه الجريمة البربرية مبرر».[26]
- السعودية: أعرب خادم الحرمين الشريفين الملك سلمان بن عبد العزيز، عن إدانته واستنكاره التفجيرين الإرهابيين، وذلك ضمن برقية عزاء ومواساة بعث بها للرئيس السيسي.[27]
- السودان: أعربت وزارة الخارجية السودانية عن إدانتها واستنكارها الشديدين للتفجير الإرهابي.[28]
- سوريا: أدانت سوريا بأشد العبارات الأعمال الارهابية التي استهدفت الكنيستين.[29]
- العراق: أدان العراق “الهجوم الإرهابي” في بيان رسمي.[30]
- عُمان: أدانت وزارة خارجية سلطنة عمان التفجير الإرهابي وعبرت عن تضامنها الكامل مع مصر.[31]
- فرنسا: أكد رئيس فرنسا فرانسوا هولاند أن بلاده متضامنة بشكل كامل مع مصر في المحنة الشديدة التي تشهدها عقب الاعتداء، وأن فرنسا تحشد كل قواها بالتعاون مع السلطات المصرية لمكافحة الإرهاب. وذكرت الرئاسة الفرنسية أن الرئيس هولاند تلقى بحزن نبأ الحادث. وقال هولاند «لقد استهدفت مصر مجددًا من الإرهابيين الذين يريدون النيل من وحدتها وتنوعها»، متقدمًا بالتعازي لأسر الضحايا ومتمنيًا الشفاء العاجل للمصابين.[32]
- فلسطين: أدانت حكومة الوفاق الوطني الفلسطيني التفجير الذي حدث، حيثُ قال المتحدث الرسمي باسم الحكومة: «أنَّ الاعتداء الإرهابي على إحدى دور العبادة يعد عملًا وحشيًا يتجاوز الأعراف الإنسانية»، كما شدد المتحدث الرسمي على وقوف الحكومة والشعب العربي الفلسطيني إلى جانب مصر، مطالباً بتكثيف العمل عربياً ودولياً لمحاربة الإرهاب والوقوف في وجه الإرهابيين.[33]
- قطر: أصدرت الخارجية القطرية بيانًا أدانت فيه الهجوم وأكدت على موقف دولة قطر الثابت من رفض العنف والإرهاب مهما كانت الدوافع أو الأسباب، وقدم البيان تعازي دولة قطر لذوي الضحايا وللشعب المصري، وتمنياتها بالشفاء العاجل للجرحى.[18]
- الكويت: بعث كلًا من أمير الكويت صباح الصباح وولي العهد نواف الصباح ورئيس الوزراء جابر الصباح ببرقيات تعزية إلى الرئيس السيسي، وعبر الأمير في برقيته عن خالص تعازيه وصادق مواساته له ولأسر ضحايا الانفجار الإرهابي.[34]
- لبنان: توجه رئيس الحكومة سعد الحريري بالتعزية إلى السيسي وبابا الأقباط والشعب المصري «بضحايا الهجمة الإرهابية البشعة». وقال في تغريدة عبر «تويتر»: «أكرر أن هذا الإرهاب لا دين له بل هو اعتداء على قيم كل الأديان بدءاً بديننا الإسلامي الحنيف».[35]
- ليبيا: أدانت وزارة الخارجية والتعاون الدولي في الحكومة الليبية الموقتة التفجير من خلال بيانًا استنكرت فيه استهداف المصلين الآمنين سواء بالكنائس أو المساجد. وذكرت الخارجية في البيان: «إن هذه الأرواح الطاهرة التي صعدت اليوم إلى ملكوت السماوات أثناء تأدية شعائرها الدينية ما هي إلا أرواح بريئة، قتلت بفعل إرهابي يتنافى مع القيم والأخلاق والدين».[36] كما أدان رئيس مجلس النواب الليبي عقيلة صالح العمل الإرهابي الذي استهدف الكنيستين، وتقدم بتعازيه إلى الرئيس السيسي والشعب المصري في الضحايا، مؤكدا على استمرار التعاون المشترك بين البلدين للقضاء على الإرهاب.[37]
- المغرب: عبرت المملكة المغربية عن إدانتها الشديدة للتفجيرين.[38]
- المملكة المتحدة: أدانت بريطانيا حادثي الكنيستين وقال السفير البريطاني في مصر، جون كاسون: «لكل من أصيب في هجمات الأحد، نحن نشاطرك حزنك، وتقف بريطانيا مع مصر ضد الكراهية والإرهاب».[39]
- موريتانيا: أدان الرئيس الموريتاني محمد ولد عبد العزيز التفجيرات التي استهدفت كنائس في مدينة الإسكندرية وطنطا، وأدت إلى مقتل 44 شخصا ومئات الجرحى والمصابين.[40]
- الولايات المتحدة: أدان الرئيس الأمريكي دونالد ترامب التفجيرين الارهابيين اللذين استهدفا الكنيستين مؤكدا ثقته في قدرة الرئيس عبد الفتاح السيسي على التعامل مع الوضع بصورة صحيحة.[41]
- اليمن: أدانت الجمهورية اليمنية التفجير الذي استهدف كنيسة مار جرجس بمدينة طنطا شمالي مصر، واصفةً الهجوم الذي استهدف الكنيسة بـ«الإرهابي».[42]
- إسرائيل: أدانت الحكومة الإسرائيلية التفجير ودعت إلى تضافر الجهود الدولية لمحاربة الإرهاب.[43]

### المنظمات
- مجلس التعاون الخليجي: أدان الأمين العام لمجلس التعاون لدول الخليج العربية عبد اللطيف بن راشد الزياني بشدة التفجيرات الإرهابية التي استهدفت الكنيستين.[44]
- جامعة الدول العربية: أدان الأمين العام لجامعة الدول العربية أحمد أبو الغيط العمل الإرهابي. وأكد أبو الغيط تضامنه الكامل مع «حكومة وشعب مصر في مواجهة مثل هذه العمليات الإرهابية الجبانة، ومساندته لجهود السلطات في تعقب مرتكبي هذه الجريمة».
- الأزهر: أدان الأزهر بشدة هذا العمل الإرهابي، وشدّد على أنه يمثل جريمة بشعة في حق المصريين جميعًا. وأكد على أن المستهدف من هذا التفجير الإرهابي هو زعزعة أمن واستقرار مصر ووحدة الشعب المصري. وأعرب أحمد الطيب، شيخ الأزهر، خالص تعازيه للبابا تواضروس الثاني والكنيسة المصرية والشعب المصري وأسر الضحايا.[18][45][46]
- الفاتيكان: أدان البابا فرنسيس بابا الفاتيكان حادث الهجوم الإرهابي الذي استهدف الكنيسة وطالب بمنع تزويد الإرهابيين بالسلاح.[18]

عبرت شركة جوجل عن تضامنهما مع أحداث مصر بوضع شارة حداد سوداء على الصفحة الرئيسية لمحرك البحث، وقامت أيضاً بوضع شارة الحداد السوداء بجانب شعار موقع يوتيوب التابع لها.

محرك بحث جوجل
موقع يوتيوب